# جورج يونغ
جورج يونغ (بالإنجليزية: George Young)‏ (و. 1922 – 1997 م) هو لاعب كرة قدم، ومدرب كرة القدم، من المملكة المتحدة، مركز لعبه هو مُدَافِع، توفي عن عمر يناهز 75 عاماً.

## مسيرته الكروية
لعب جورج يونغ خلال مسيرته الاحترافية مع نادِ واحدٍ في أحد عشر موسمًا وسجل خلالها 22 هدفًا ضمن 293 مباراة. حيث فاز في أربعة مواسم بالكأس وفي ستة مواسم بالدوري.
خاض جورج يونغ مسيرته مع نادي رينجرز في موسم 1946–47 ليلعب معه أحد عشر موسمًا، مشاركًا في 293 مباراة سجل خلالها 22 هدفًا.

## روابط خارجية
- جورج يونغ على موقع الاتحاد الإسكتلندي (الإنجليزية)
- جورج يونغ على موقع قاعدة بيانات كرة القدم.إي يو (الإنجليزية)
- جورج يونغ على موقع ناشيونال فوتبول تيمز (الإنجليزية)